# José Cardoso Vieira de Castro
José Cardoso Vieira de Castro (Santo Ildefonso, Porto, 2 de janeiro de 1837 — Luanda, 5 de outubro de 1872) foi um escritor e político português que teve uma carreira meteórica, que terminou com a morte aos 35 anos de idade depois de um crime passional que emocionou os círculos cultos portugueses e brasileiros. Notabilizou-se primeiros pela sua rebeldia na Universidade de Coimbra, de onde foi repetidamente expulso, e depois pelos seus dotes oratórios e ambição desmedida, que lhe valeram uma precoce admissão como sócio da Academia Real das Ciências de Lisboa e o casamento com uma rica herdeira, filha de um brasileiro enriquecido no comércio do Rio de Janeiro. Vieira de Castro, esse mártir da loucura da honra, foi um dos indefectíveis amigos de Camilo Castelo Branco, cuja obra em muito contribuiu para perpetuação da memória do malogrado escritor condenado pelo assassínio da esposa e por isso degredado em Angola, onde faleceu.
Apesar da admiração que os intelectuais portugueses do tempo lhe devotaram, Vasco Pulido Valente, um seu biógrafo, resume-o, contudo, a um dirigente académico com alguma importância; um jornalista menor; um escritor sem talento; um político sem poder; um criminoso e um degredado.

## Biografia
José Cardoso Vieira de Castro nasceu em Santo Ildefonso, a 2 de janeiro de 1837, filho de Luís Lopes Vieira de Castro, desembargador do Tribunal da Relação do Porto, e de Emília Angélica Guimarães. Era sobrinho do deputado setembrista e ministro António Manuel Lopes Vieira de Castro.
Fez os seus estudos preparatórios no Colégio de Nossa Senhora da Lapa, na cidade do Porto, ingressando em 1853, aos 15 anos de idade, na Faculdade de Direito da Universidade de Coimbra. Durante o ano de 1852, vivendo no Porto, conheceu Camilo Castelo Branco, de quem se tornou amigo. Esta amizade perduraria durante toda a sua vida.
Dotado de excepcionais dotes de oratória, na Universidade de Coimbra assumiu o papel de líder natural dos estudantes, acabando por se assumir como um influente dirigente acadêmico, encabeçando a contestação estudantil aos professores e à instituição universitária.
Foi neste contexto que em 1857, então aluno do 4.º ano, José Cardoso Vieira de Castro se insurgiu violentamente, durante um ato na Sala dos Capelos, contra a Universidade em defesa de Augusto César Barjona de Freitas, que fora preterido, por antipatias políticas, como candidato num concurso interno. Em consequência foi expulso da Universidade, interrompendo os estudos por dois anos, apenas sendo readmitido devido a mudanças políticas entretanto ocorridas. Contudo, o afrontamento público fez dele um herói, catapultando-o a figura nacional, de que os jornais dão notícia, situação da qual irá, depois, procurar retirar ganhos políticos.
Por esse tempo Camilo Castelo Branco visita a Casa do Ermo, solar ancestral da família Vieira de Castro, em São Vicente de Passos,  Fafe, e fazendo amizades que mantém, posteriormente, com as figuras mais importantes da terra, nomeadamente com o comendador Albino de Oliveira Guimarães e outros a que se refere nas suas obras.
Regressado à Universidade em 1859, para frequentar o 5.º ano, continuou o seu afrontamento aos poderes acadêmicos, envolvendo-se em 1860 numa disputa com o chefe dos archeiros, sendo, em consequência, riscado perpetuamente do rol dos estudantes.
Nesse mesmo ano de 1860, Camilo Castelo Branco e José Cardoso Vieira de Castro criam vínculos de particular amizade, quando o escritor se refugia na Casa do Ermo, por se encontrar em fuga devido à prática de adultério com Ana Plácido, casada com o brasileiro Pinheiro Alves, num episódio que Camilo Castelo Branco recorda, na sua obra Memórias do Cárcere, escrevendo: Fui de Santo António das Taipas para as cercanias de Fafe, quinta do Ermo, onde me esperava com os braços abertos e o coração no sorriso, José Cardoso Vieira de Castro, Falseei a verdade. Vieira de Castro esperava-me a dormir, naquela madrugada dele, que era meio-dia no meu relógio.
Em 1861 Vieira de Castro publica uma biografia do seu amigo Camilo Castelo Branco, muito bem recebida pela crítica, o que o lança como escritor. Dessa obra diz Júlio Dinis serem duzentas páginas invejáveis. Por esta altura, também colabora com diversos jornais, entre os quais o Ateneu e o Nacional.
Vieira de Castro, entre 1862 e 1863, foi vice-presidente da Câmara Municipal de Fafe, então liderada pelo conselheiro Joaquim Ferreira de Melo. 
Neste último ano, depois de ter sido abrangido pela amnistia geral concedida aquando da subida ao trono do rei D. Luís I de Portugal, José Cardoso Vieira de Castro regressa à Universidade de Coimbra para tentar acabar o curso.  Ali voltou a encabeçar a contestação estudantil, envolvendo-se na Sociedade do Raio e nos acontecimentos acadêmicos que deram origem à publicação do Manifesto dos Estudantes da Universidade de Coimbra à Opinião Ilustrada do País, ao lado de Antero de Quental, Eça de Queirós e Joaquim Teófilo Braga, e à consequente demissão do reitor Basílio Alberto de Sousa Pinto, o 1.º visconde de São Jerónimo. Foi novamente afastado compulsivamente da Universidade.
Readmitido no ano seguinte, conseguiu terminar o curso em 1864, não sem que antes se tivesse envolvido na Rolinada e no protesto contra a presença militar em Coimbra, solidarizou-se com os colegas contra as prepotências da corporação militar, incitando-os a abandonar Coimbra e a concentrarem-se no Porto. Essas movimentações levam à demissão do novo reitor, Vicente Ferrer Neto de Paiva.
A fama que tinha granjeado em Coimbra fazem dele um candidato perfeito ao ingresso na vida política. Assim, mal obteve a sua formatura, foi, ainda no ano de 1864, candidato pelo Partido Regenerador numa eleição suplementar no círculo de Fafe, sendo eleito. Prestou juramento nas Cortes a 17 de Janeiro de 1865. Estreou-se na oratória parlamentar em Janeiro de 1865, com um discurso defendendo a necessidade de criar uma comissão parlamentar de inquérito à gestão de José da Silva Mendes Leal na pasta da Marinha e Ultramar.
Nas eleições gerais de 8 de julho de 1865 voltou a candidatar-se pelo círculo uninominal de Fafe, sendo eleito deputado e prestado juramento a 19 de Agosto daquele ano. Permaneceu no parlamento durante toda a 15.ª legislatura, embora não fosse assíduo. 
Em meados de 1865 recebeu uma Carta pública de felicitação, tendo como destinatário o eloquente deputado o sr. Vieira de Castro pelos cavalheiros portugueses naturais de Fafe e residentes no Rio de Janeiro, datada daquele cidade em 23 de junho de 1865 e assinada por um importante conjunto de emigrantes nortenhos, em que lhe são rasgados os maiores encômios, estabelecendo uma relação com a comunidade emigrada no Brasil, onde tinha parentes ricos e influentes, que depois exploraria.

## Rio de Janeiro
Durante os anos de 1865 e 1866 fez numerosas intervenções, sobre matérias diversas, com predomínio para as referentes às questões políticas de fundo, como os direitos e liberdades e a desamortização da dívida pública, e sobre figuras políticas nacionais e internacionais de renome. Nestas intervenções confirma as qualidades de orador que já se tinham mostrado nas lutas acadêmicas e cívicas, qualidades que, a par da notoriedade que o seu percurso acidentado por Coimbra lhe tinha já granjeado, o catapultaram para os jornais e para a ribalta da cena política. Reuniu os discursos em livro, que posteriormente publicou.
Ainda em dezembro de 1866 foi agraciado pela rainha da Espanha com a Comenda de Carlos III e admitido como sócio na Academia Real das Ciências de Lisboa. Um dos motivos desta graça foi Vieira de Castro, no parlamento português, como membro da comissão diplomática, ter sido relator no tratado de livre trânsito e comércio de cabotagem há pouco celebrado entre os dois países da península.
Entretanto, os seus bens de família encontravam-se muito depauperados. Em 4 de outubro de 1866 chega na Corte do Brasil a bordo do paquete "Oneida" com o confessado objetivo de casar-se com uma herdeira rica. Traz consigo uma edição de 10 000 exemplares dos seus Discursos Parlamentares, publicados nesse ano, que pretendia vender lá para resgatar a empenhada Casa do Ermo, pertença da família. 
No Brasil, instala-se na chácara de primo e comendador José António Vieira de Castro, sendo recebido com honras invulgares, inclusive pelo imperador D. Pedro II do Brasil, que o condecorou com o grau de cavaleiro da Imperial Ordem da Rosa em 3 de junho de 1868.
Viaja extensamente e estabelece contacto com os intelectuais brasileiros mais relevantes da época, nomeadamente com Machado de Assis. O entusiasmo pela sua pessoa era tão generalizado e de tal ordem que os comerciantes portugueses do Rio de Janeiro lhe ofereceram uma coroa de ouro, então avaliada em quatro contos de réis, e foi nomeado presidente honorário do Gabinete Português de Leitura no Rio de Janeiro.
Na euforia de recepções, palestras e conferências que desenvolve em seu torno, José Cardoso Vieira de Castro acaba por oferecer, a título beneficente, 1 000 Discursos Parlamentares à Real Sociedade de Beneficência da Baía, os quais foram remetidos pelo seu amigo comendador Albino de Oliveira Guimarães, um fafense radicado no Rio de Janeiro, que custeou o despacho dos volumes, no valor de quarenta mil réis. Os restantes exemplares, e ainda a versão impressa de um discurso sobre a Caridade foram distribuídos por diversas instituições beneficentes.

## Casamento
Finalmente a viagem atinge o seu objectivo quando, em 28 de fevereiro de 1867, casa na Igreja Matriz de São José, no Rio de Janeiro, com Claudina Adelaide Gonçalves Guimarães, de 18 anos, filha do comendador António Gonçalves Guimarães, natural de Fafe, homem riquíssimo e um dos diretores do Banco Rural e Hipotecário do Brasil. A imprensa da época refere que o comendador Guimarães é o principal capitalista da colônia portuguesa fafense, toda aliás muito notável pelos membros de que aqui se compõe.
O casamento teve grande relevo, noticiando a imprensa brasileira que seriam padrinhos o Ministro das Obras Públicas do Império do Brasil e a sua esposa. Os noivos partem então numa longa viagem de núpcias pela América do Norte e Europa, antes de fixarem residência em Moreira da Maia. Porém, à jovem Claudina não agrada o provincianismo nortenho e o casal instala-se em Lisboa, na Rua das Flores, onde cria uma tertúlia que incluía, entre outros, Ramalho Ortigão, António Rodrigues Sampaio e José Maria de Almeida Garrett, um sobrinho dândi de Almeida Garrett.
A ascensão social de José Cardoso Vieira de Castro continuou, com mais condecorações e com projetos cada vez mais grandiosos, que incluíam a criação de um jornal diário e o reinício da sua carreira política. A amizade com os principais intelectuais garantiam-lhe constantes referências elogiosas na imprensa, ganhando um estatuto de escritor e de intelectual que em pouco corresponde à realidade, pese embora a morte precoce.
Nas eleições gerais de 22 de março de 1868 concorreu pela oposição regeneradora nos círculos de Fafe e de Bouças, não conseguindo ser eleito. Igual desfecho teve a sua candidatura em 1869 pelo círculo do Porto.
Entretanto, o relacionamento com a jovem esposa brasileira foi-se azedando, com ciúmes crescentes e suspeitas de infidelidade que se iam avolumando.

## Assassinato e Condenação
Na tarde do dia 7 de maio de 1870, julgando confirmadas as suspeitas de infidelidade da sua esposa com José Maria de Almeida Garrett, sobrinho de Almeida Garrett e amigo de casa, Vieira de Castro foi visto passeando só, melancólico e meditativo no Aterro da Boa Vista. Ao retornar teria surpreendido a esposa escrevendo uma carta, que não quis mostrar-lhe, o que o confirmou na convicção de que se achava desonrado. Na noite do dia 8, sábado, ocorreu uma nova discussão que fez com que a esposa se retirasse para o quarto, por volta da meia-noite. Durante a madrugada do dia 9, domingo para a segunda-feira, Vieira de Castro adentrou no quarto da esposa e tentou sufocá-la quando esta dormia, usando uma almofada com clorofórmio. Sem conseguir completamente o seu fim, porque a mulher resistiu, esta acabou vencida e estrangulada sobre a cama. Contava apenas 21 anos de idade.
No dia seguinte, o ainda não declarado assassino solicitou a seus amigos António Rodrigues Sampaio e Ramalho Ortigão para comparecem à casa de José Maria Garrett a fim de desafiar-lhe a um duelo. Garrett teria dito: "Não aceito o duelo. Tendo dado tantos desgostos à minha mãe, que não quero causar-lhe mais este. Hoje à noite parto para a França, onde vou entrar num colégio. Queiram dizer isto mesmo ao Sr. Vieira de Castro." Garrett indicou a hora da tarde em que sairia de casa, dirigindo-se à Estação do Caminho de Ferro em Santa Apolônia e concluiu: "Vou desarmado. O Sr. Vieira de Castro, se quiser, pode ir matar-me no caminho." Deixou com os parentes várias joias e dinheiro, cedeu à irmã os bens de sua herança, reservando para si o necessário e partiu à hora referida sem encontrar o marido ultrajado.
Ao ouvir a resposta de Garrett, Vieira de Castro pareceu ainda mais desorientado: "Assassiná-lo é uma covardia. Ela também já está morta." Sampaio e Ortigão deixaram a casa pensando que a alusão era a morte moral da consorte, sem dar peso suficiente à declaração. Os criados não deram conta do ocorrido porque, achando-se a vítima ainda na cama, o assassino trancou a porta do quarto e prometeu ir buscá-la de onde ela estaria desde cedo. Pelo telégrafo chamou do Porto a Lisboa o irmão Luis Lopes Vieira de Castro, e apenas chegou, Vieira de Castro foi apresentar-se ao comissário geral de polícia, que o conduziu ao Limoeiro.
Os cirurgiões Bourguin e Mesquita, chamados para a autópsia do cadáver, constataram que o nariz, o beiço superior e parte da face apresentavam queimaduras, e algumas arranhaduras de um e outro lado do rosto, além dos vestígios da estrangulação. O funeral ocorreu no dia 10, indo o féretro numa sege das pompas fúnebres, tendo por único acompanhamento o trem do agente dos enterros.
Julgado em novembro de 1870, foi seu defensor Jaime Constantino de Freitas Moniz, advogado e intelectual madeirense. A princípio foi acusado de envenenar a mulher, num crime que emocionou a intelectualidade romântica portuguesa e provocou renhidas polêmicas, ficando conhecido como a Tragédia da Rua das Flores. A defesa de Jaime Moniz foi muito apreciada pelos jornais da época e Pinheiro Chagas dedicou-lhe os maiores louvores no seu folhetim da Gazeta do Povo (no n.º 336, de 1871). O discurso empregado saiu publicado no livro Processo e Julgamento, páginas 119 a 137, com o título Alegação de defesa por parte de José Cardoso Vieira de Castro, proferida em 30 de Novembro de 1870, na audiência do julgamento do processo contra ele instaurado pelo crime de homicídio na pessoa de sua mulher.

## Exílio e morte
Foi condenado a 10 anos de degredo para Angola, onde morreu vitima de febre fulminante em decorrência de tifo, a 5 de outubro de 1872, aos 35 anos de idade, na província de Bengo, em Luanda. O Mercantil de Luanda, fazendo menção dos boatos que algumas folhas mencionavam sobre a sua fuga para a América, descreve minuciosamente os últimos momentos do exilado, que faleceu rodeado de grande número de amigos na sua casa de Bengo. O seu corpo foi enterrado no cemitério do Alto das Cruzes.
O talento e o gênio de Vieira de Castro foram consumidos no tremendo drama e desastre da sua vida, mas, ainda assim, o seu amigo Camilo Castelo Branco, em homenagem, ainda se refere À memória de José Cardoso Vieira de Castro, que aceitou o degredo e a morte, em desafronta da sua honra de marido.
A cidade de Fafe dedica-lhe uma rua na sua toponímia.

## Obras publicadas
- Obras de Vieira de Castro: Uma pagina da universidade, precedida de uma carta ao auctor por Levy Maria Jordão, Porto, Typ. de Sebastião José Pereira, 1858
- O Atheneu: periodico mensal, scientifico e litterario, Coimbra, Imp. da Universidade, 1859 a 1860 [redactores: Vieira de Castro, Camilo C. Branco e Antonio Victorino da Motta]
- Camillo Castello Branco. Noticia da sua vida e obras, Porto, Typ. de Antonio José da Silva Teixeira, 1861
- Discursos parlamentares: 1865 e 1866, Lisboa, Typ. da Gazeta de Portugal, 1866
- Discurso sobre a caridade, recitado aos 26 de Janeiro de 1867, no salão do theatro lyrico do Rio de Janeiro, Rio de Janeiro, Typ. Perseverança, 1867
- Cartas ao sr. Conselheiro Antonio Rodrigues Sampaio e ao sr. Filippe de Carvalho, Porto, na typ. Lusitana, 1868
- A republica, Porto, Typ. Lusitana, 1868
- Discurso proferido no Porto no grande «meeting» de 25 de Julho de 1869, convocado por uma commissão democratica para representar ao governo contra o procedimento dos testamenteiros do conde de Ferreira e publicado pela mesma commissão, Porto, Typ. Lusitana, 1869
- Colonias, pelo antigo deputado…, editado por Camilo Castelo Branco, Porto, Typ. Artistica, 1871.
- Correspondência Epistolar entre José Cardoso Vieira de Castro e Camilo Castelo Branco, publicado por Camilo Castelo Branco, Porto, 1874.